# Friedhof Holthausen (Mülheim an der Ruhr)

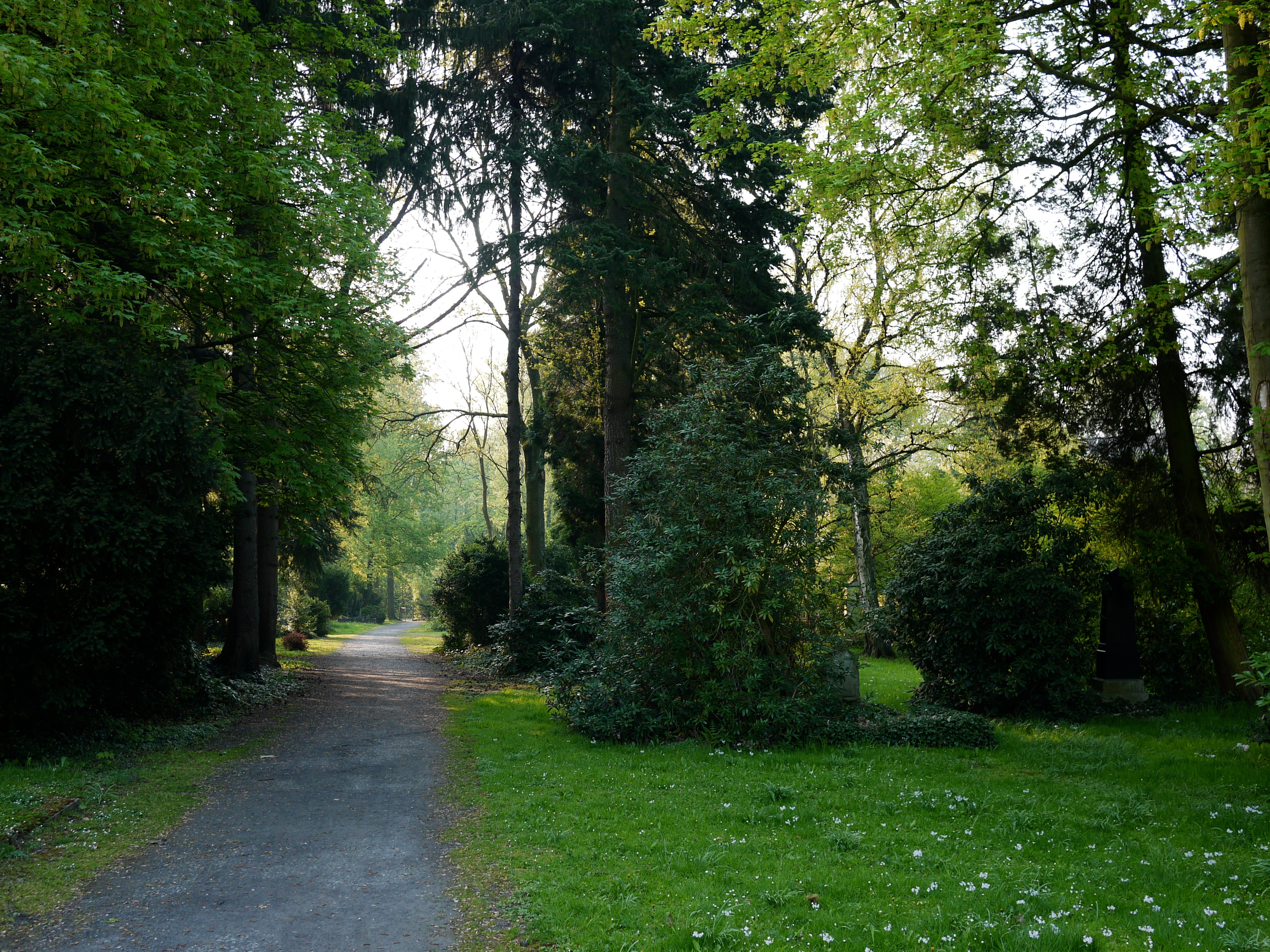
Hauptachse

Der Friedhof Holthausen ist ein 1878 angelegter und 1917 geschlossener Friedhof in Mülheim an der Ruhr. Der Friedhof, auf dem zahlreiche historische Grabstätten erhalten sind, wird heute noch als parkähnliche Grünanlage genutzt. Sein Haupteingang liegt im Stadtteil Holthausen an der Röntgenstraße 7–11.

## Geschichte
Nach Bildung der selbständigen Landbürgermeisterei Mülheim erlosch die Berechtigung der Landgemeinden zur Mitbenutzung des Altstadtfriedhofs zum 24. Oktober 1878. Die Gemeinderäte der Gemeinden Holthausen und Menden beschlossen daher nach kurzer Auseinandersetzung über den Standort bereits im August 1878 mit Genehmigung der königlich preußischen Regierung den Ankauf eines 2¼ Morgen großen Grundstücks und die Anlage eines Friedhofs für beide Gemeinden. Der „Communal-Kirchhof“ wurde am 25. Oktober 1878 eingeweiht. Nach der Eingemeindung der Gemeinde Holthausen nach Mülheim an der Ruhr im Jahre 1904 blieb der Friedhof als gemeinsamer Friedhof der Stadtgemeinde Mülheim für den Bezirk Holthausen und der Landgemeinde Menden bestehen. Am 6. August 1917 wurde der Friedhof aus Platzmangel für Beisetzungen in Reihengräbern geschlossen. Die letzten Beisetzungen in Erbgräbern fanden im Jahre 1965 statt.

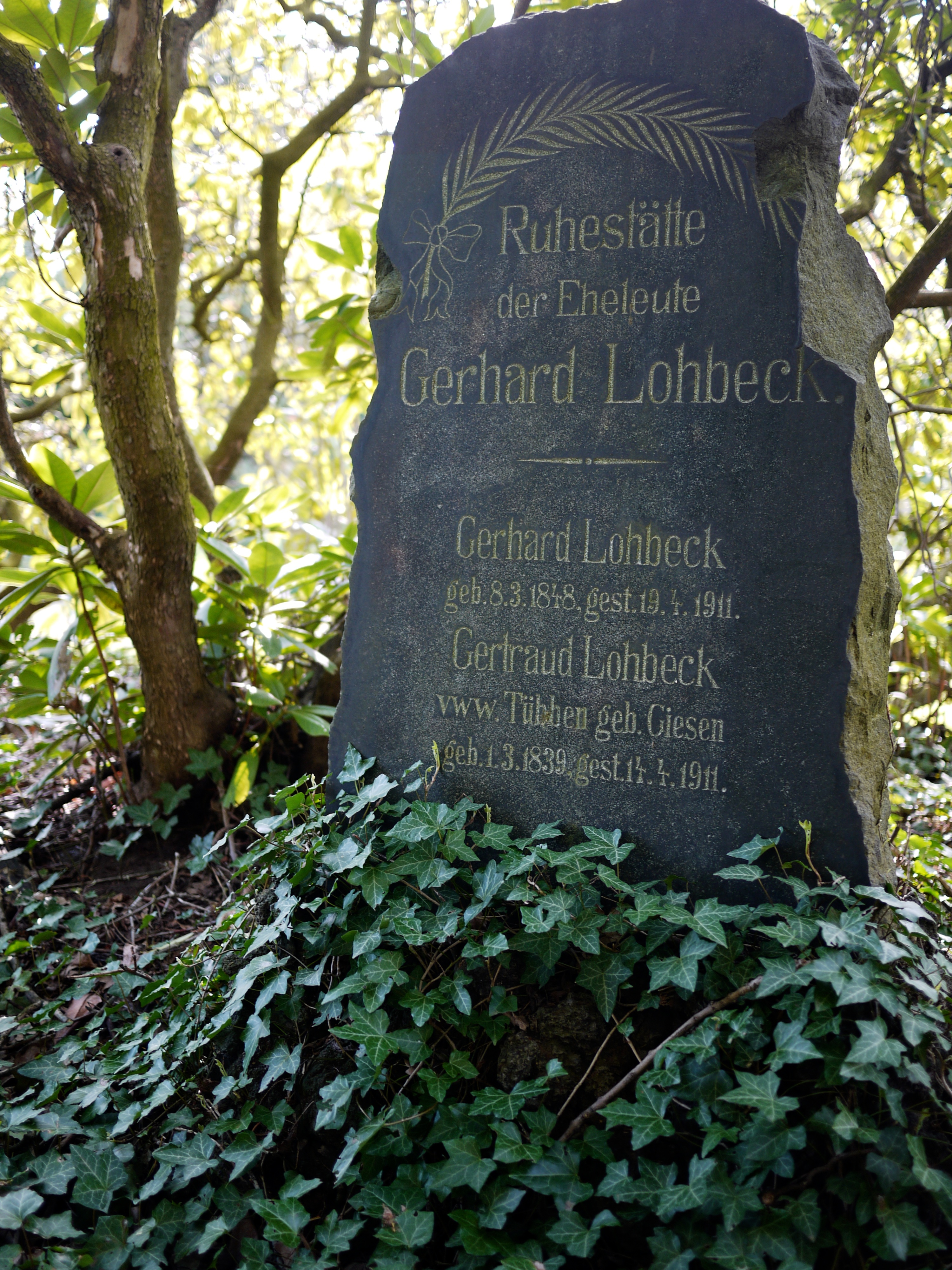
Grabstätte Gerhard Lohbeck